# 문명호 (1896년)
문명호(文命浩, 일본식 이름: 文原武 , 1896년 ~ 1973년 8월 8일)는 일제강점기의 관료이며, 대한민국의 정치인이다.

## 생애
일제강점기 초기에 경성고등보통학교 부설 교원양성소를 졸업했다. 경상북도 고령군의 고령공립보통학교를 시작으로 경북 지역에서 보통학교 훈도를 지낸 교육인이었다. 1925년부터 조선총독부 관리로 전직한 뒤 함경남도 함흥군과 평안남도 평양, 강동군, 개천군에서 차례로 근무했다. 1934년에 총독부 군수로 승진하여, 평남 녕원군과 덕천군 군수를 역임했다. 덕천군수이던 1939년을 기준으로 정7위 훈6등에 서위되어 있었다. 1940년에 관직에서 물러나 평안사업 전무취체역을 지내는 등 평양 지역에서 기업가로 일했다.
태평양 전쟁이 종전되고 미군정 지역으로 월남하여 정치인이 되었다. 한국 전쟁 직전에 치러진 대한민국 제2대 총선에 출마했다가 낙선하였고, 대한민국 제3대 총선에서는 등록방해 사건으로 경찰서장을 상대로 고소까지 한 일이 있다. 4·19 혁명 직후 대한민국 제5대 총선에서 민주당 후보로 당선되었다. 본래 구파동지회 회원으로 윤보선의 구파 계열에 속해 있었으나, 김도연의 국무총리 추인이 부결된 뒤 장면의 신파로 이동했다.
2008년에 민족문제연구소가 발표한 친일인명사전 수록예정자 명단 중 관료 부문에 선정되었다.

## 역대 선거 결과
| 실시년도 | 선거   | 대수 | 직책     | 선거구      | 정당   | 득표수  | 득표율          | 순위 | 당락 | 비고 |
| -------- | ------ | ---- | -------- | ----------- | ------ | ------- | --------------- | ---- | ---- | ---- |
| 1960년   | 총선   | 5대  | 국회의원 | 경북 군위군 | 민주당 | 6,709표 | \| \| 23.36% \| | 1위  |      | 초선 |
|          | 23.36% |      |          |             |        |         |                 |      |      |      |